# مخطط العراق

موقع العراق

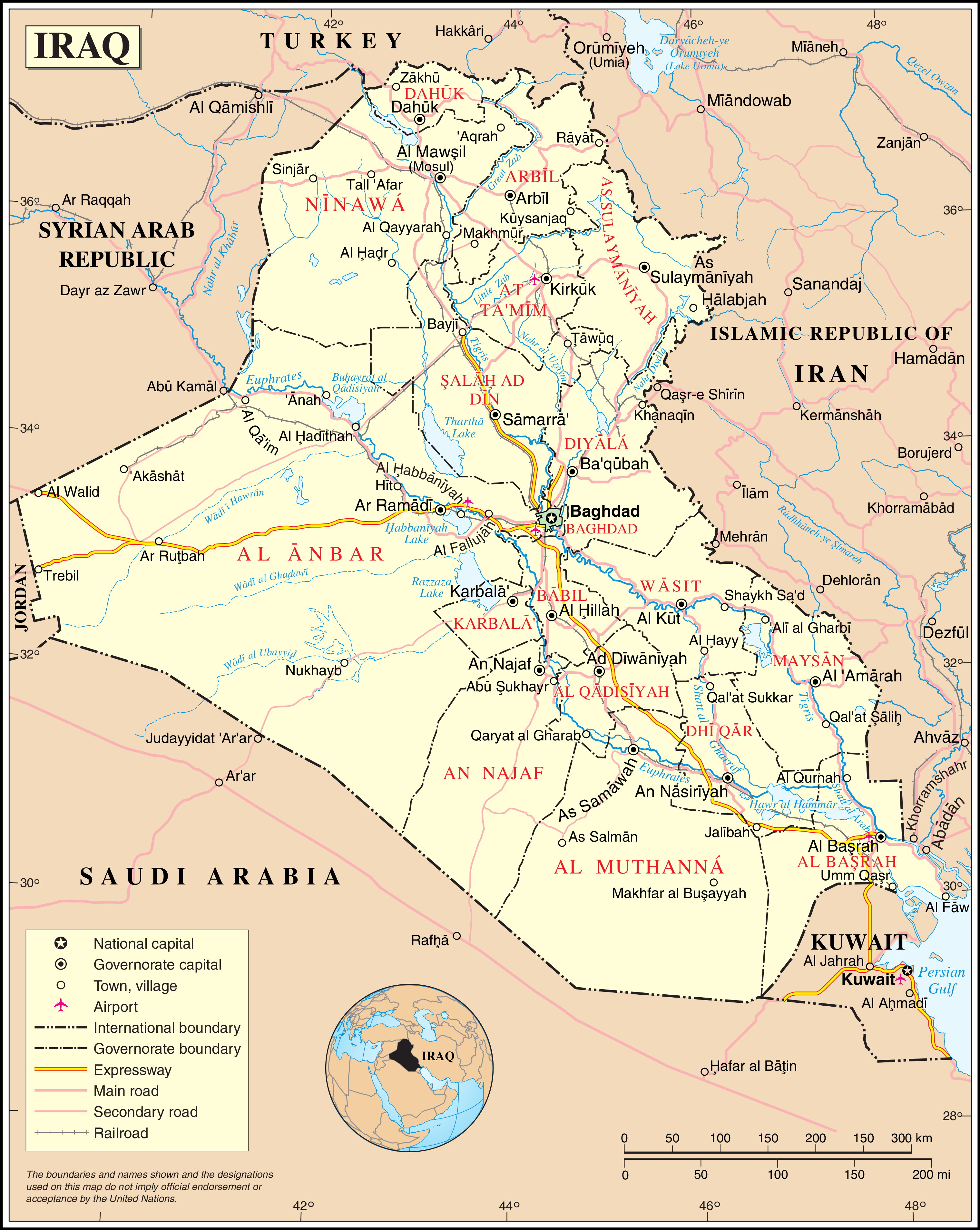
خريطة قابلة للتكبير للعراق

يقدم المخطط التالي نظرة عامة ودليل موضوعي للعراق:
العراق - دولة ذات سيادة تقع في غرب آسيا. تمتد على معظم الطرف الشمالي الغربي من سلسلة جبال زاغروس والجزء الشرقي من الصحراء السورية والجزء الشمالي من الصحراء العربية، تشترك حدوديا مع الكويت والمملكة العربية السعودية من الجنوب والأردن من الغرب وسوريا من الشمال الغربي وتركيا من الشمال وإيران من الشرق. يملك حدود بحرية من الجنوب على ساحل وميناء أم قصر المطل على الخليج العربي، يملك نهرين رئيسيين متدفقين: دجلة والفرات. يوفر هذان النهران للعراق أرضًا صالحة للزراعة ويتناقضان مع المناظر الطبيعية الصحراوية التي تغطي معظم غرب آسيا.

## مرجع عام
- النطق : ɪˈrɑːk

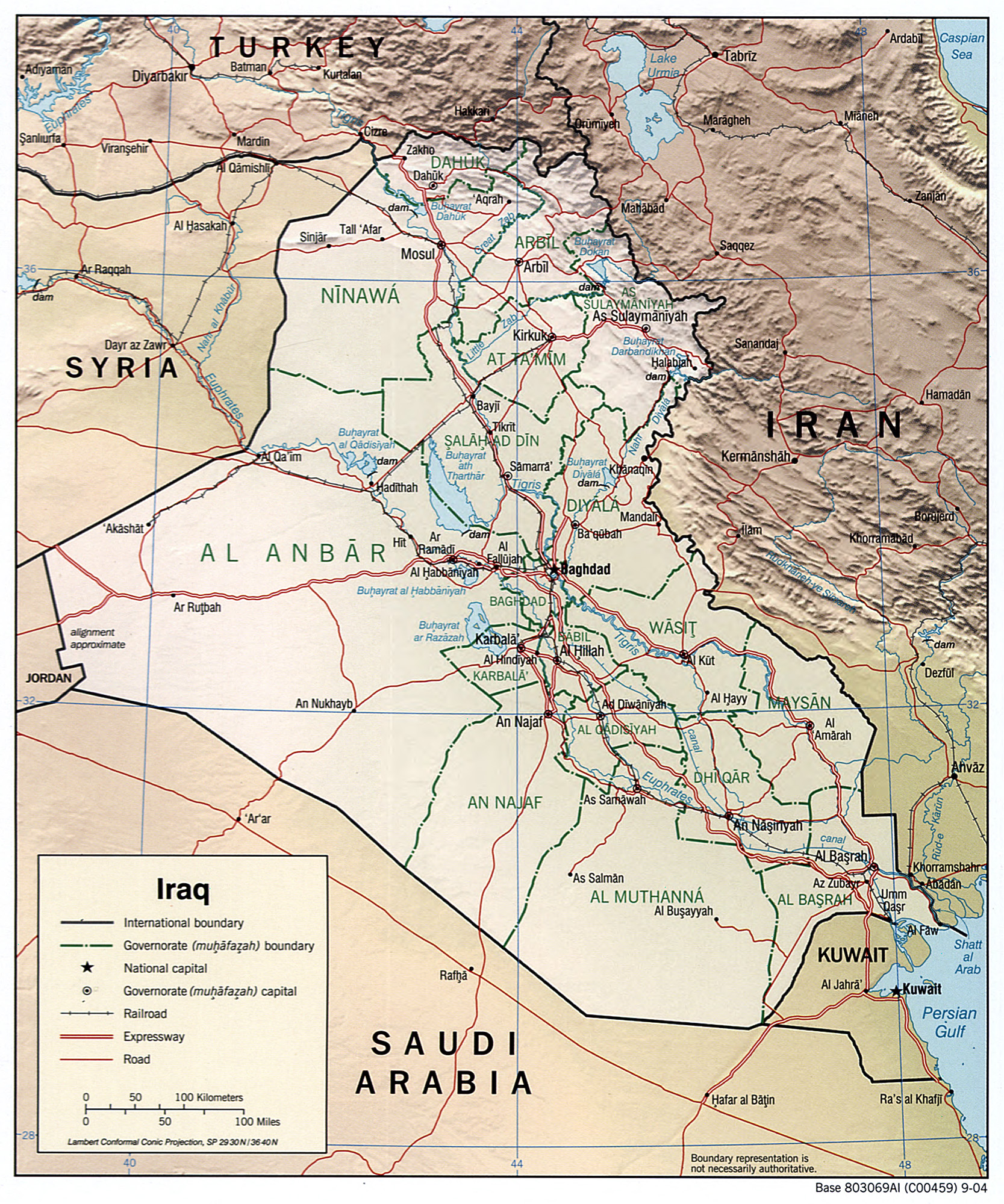
خريطة إغاثة قابلة للتكبير للعراق

- الاسم الشائع للدولة باللغة الإنجليزية: Iraq
- الاسم الرسمي للدولة باللغة الإنجليزية: Republic of Iraq
- الاسم الرسمي: العراق
- الصفة: عراقي
  - الدولة رقم 58 من حيث المساحة
  - الدولة رقم 36 من حيث عدد السكان
- رموز البلدان ISO : IQ، IRQ، 368
- رموز منطقة ISO : راجع ISO 3166-2:IQ
- نطاق المستوى الأعلى لرمز الدولة على الإنترنت: .iq

## جغرافية العراق
جغرافية العراق
- العراق هو : بلد
- موقع:

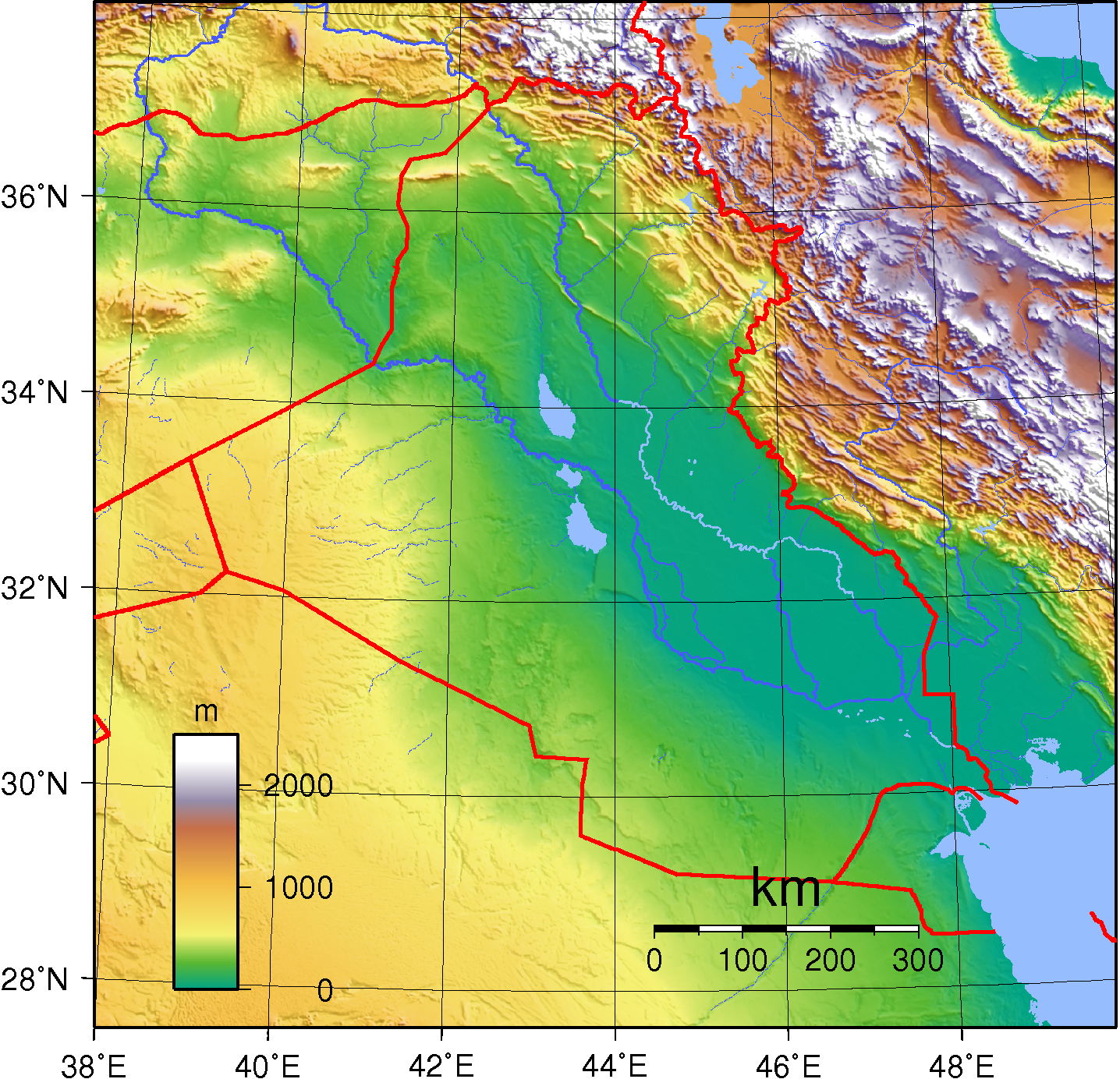
خريطة طبوغرافية قابلة للتكبير للعراق

  - نصف الكرة الشمالي ونصف الكرة الشرقي
  - أوراسيا
    - آسيا
      - غرب آسيا

  - الهلال الخصيب
    - بلاد ما بين النهرين

  - المنطقة الزمنية : ت ع م+03:00
  - النقاط المتطرفة في العراق
    - عالية: شيخة دار 3,611 م (11,847 قدم)
    - منخفض: الخليج العربي 0 متر

  - حدود الأراضي: 3,650 كم

 ايران 1458 كم
 السعودية 814 كم
 سوريا 605 كم
 تركيا 352 كم
 الكويت 240 كم
 الأردن 181 كم
- الساحل: الخليج العربي 58 كم

- عدد سكان العراق : 38,274,618 نسمة ( تقديرات يوليو 2017) – الدولة السادسة والثلاثين من حيث عدد السكان
- مساحة العراق : 438,317 كـم2 (169,235 ميل2) – الدولة رقم 58 من حيث الحجم
- أطلس العراق

### بيئة العراق
بيئة العراق
- مناخ العراق
- القضايا البيئية في العراق
- الطاقة المتجددة في العراق
- جيولوجيا العراق
- المناطق المحمية في العراق

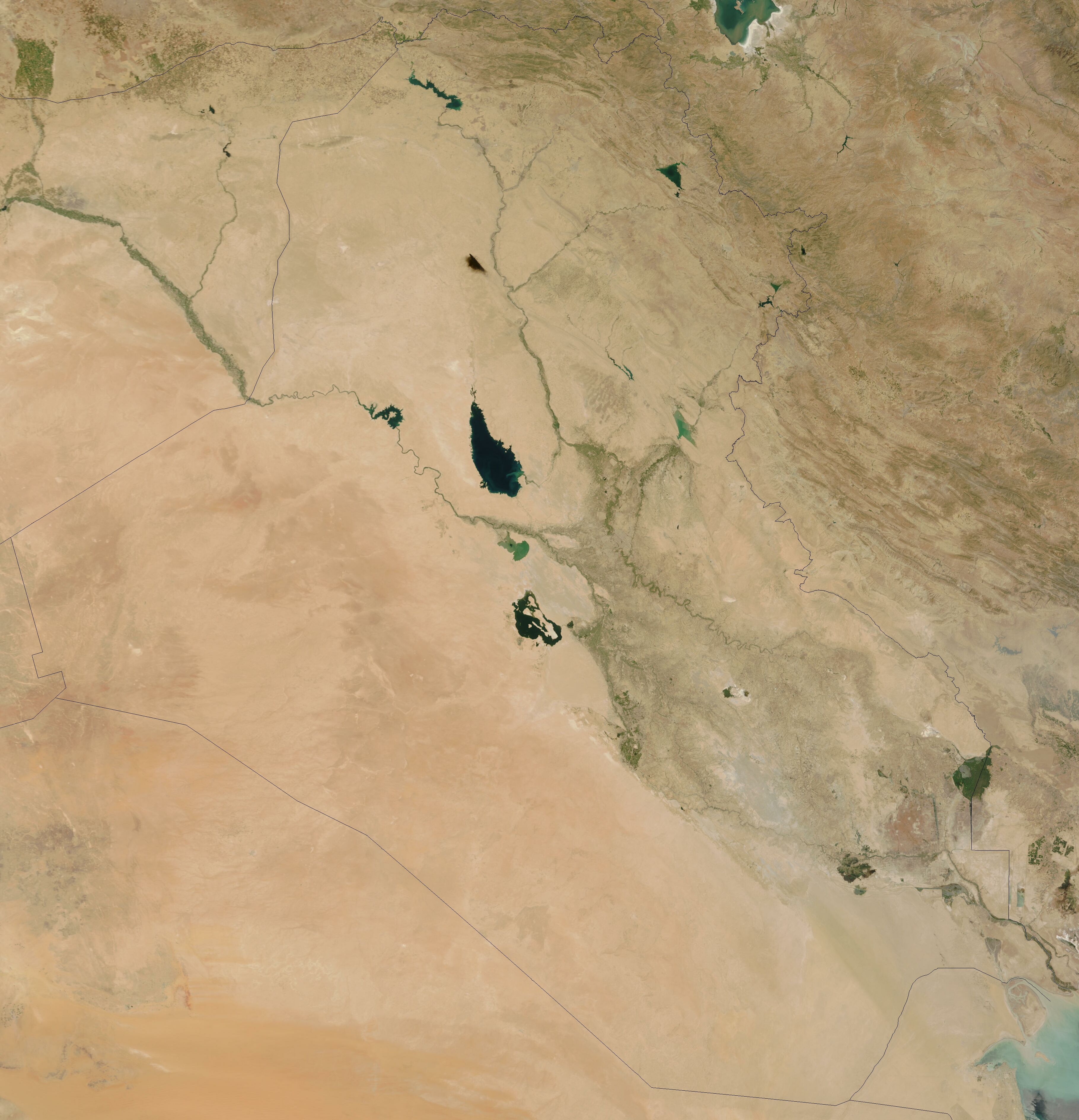
صورة فضائية قابلة للتكبير للعراق

  - محميات المحيط الحيوي في العراق: لا يوجد
  - المتنزهات الوطنية في العراق
- الحياة البرية في العراق
  - حيوانات العراق
    - طيور العراق
    - ثدييات العراق

#### السمات الجغرافية الطبيعية للعراق
- الأنهار الجليدية في العراق: لا يوجد
- جزر العراق
- بحيرات العراق
- جبال العراق
  - البراكين في العراق
- أنهار العراق
  - شلالات العراق
- وديان العراق
- مواقع التراث العالمي في العراق

### مناطق العراق
مناطق العراق

#### المناطق البيئية في العراق
المناطق البيئية في العراق

#### التقسيمات الإدارية في العراق
التقسيمات الإدارية في العراق
- مناطق العراق
  - محافظات العراق
    - أقضية العراق
      - بلديات العراق

##### محافظات العراق

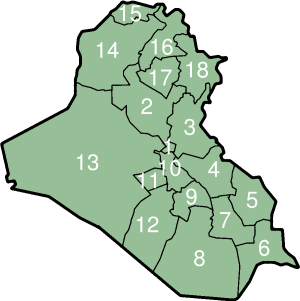
محافظات العراق
1. محافظة بغداد - عرب، تركمان، آشوريون، أكراد
2. محافظة صلاح الدين – عربي، تركمان، أكراد
3. محافظة ديالى – عرب، تركمان، أكراد
4. محافظة واسط – عرب وتركمان
5. محافظة ميسان – عرب
6. محافظة البصرة – عرب
7. محافظة ذي قار – عرب
8. محافظة المثنى – عرب
9. محافظة القادسية – عرب
10. محافظة بابل – عرب
11. محافظة كربلاء – العرب
12. محافظة النجف – عرب
13. محافظة الأنبار – عرب
14. محافظة نينوى – عرب، تركمان، آشوريون، أكراد
15. محافظة دهوك – آشوريون، أكراد، عرب
16. محافظة أربيل - تركمان، أكراد، آشوريون، عرب
17. محافظة كركوك – تركمان، أكراد، عرب، آشوريون
18. السليمانية – أكراد، آشوريون

يشمل اقليم كردستان المعترف به دستوريا أجزاء من عدد من المحافظات الشمالية، ويتمتع بحكم ذاتي إلى حد كبير في الشؤون الداخلية.

##### أقضية العراق
أقضية العراق

##### بلديات العراق
بلديات العراق
- مدن العراق
  - عاصمة العراق: بغداد

### التركيبة السكانية للعراق
التركيبة السكانية في العراق

## الحكومة والسياسة في العراق
السياسة في العراق
- شكل الحكومة : حكومة العراق
- عاصمة العراق: بغداد
- الانتخابات في العراق
- الأحزاب السياسية في العراق
- السيطرة العراقية الإقليمية
- إعادة إعمار العراق

### فروع الحكومة العراقية
حكومة العراق

#### السلطة التنفيذية لحكومة العراق
- رئيس الدولة : رئيس جمهورية العراق عبد اللطيف رشيد
- رئيس الحكومة : رئيس وزراء العراق [[محمد شياع السوداني]]
- مجلس الوزراء العراقي

#### السلطة التشريعية لحكومة العراق
- مجلس النواب العراقي (برلمان أحادي المجلس )

#### السلطة القضائية لحكومة العراق
النظام القضائي في العراق
- المحكمة العليا العراقية
- المحكمة الجنائية المركزية العراقية

### العلاقات الخارجية للعراق
العلاقات الخارجية للعراق
- البعثات الدبلوماسية في العراق
- البعثات الدبلوماسية العراقية
- الشتات العراقي

#### عضوية المنظمات الدولية
عضوية العراق في المنظمات الدولية جمهورية العراق عضو في:
1. 1 2  "Iraq". كتاب حقائق العالم. United States وكالة المخابرات المركزية. 21 يوليو 2009. مؤرشف من الأصل في 2025-07-15. اطلع عليه بتاريخ 2009-07-23.
2. ↑  "Declaration of Principles for a Long-Term Relationship of Cooperation and Friendship Between the Republic of Iraq and the United States of America". مؤرشف من الأصل في 2025-06-04.

### القانون والنظام في العراق
قانون العراق
- عقوبة الإعدام في العراق
- دستور العراق
- الجريمة في العراق
- حقوق الإنسان في العراق
  - حقوق المثليين في العراق
  - حرية الدين في العراق
- إنفاذ القانون في العراق
  - الشرطة العراقية

### الجيش العراقي
الجيش العراقي
- يأمر
  - القائد الأعلى :
    - وزارة الدفاع العراقية
- القوات
  - جيش العراق
  - البحرية العراقية
  - القوات الجوية العراقية
  - القوات الخاصة العراقية
- التاريخ العسكري للعراق
- الرتب العسكرية للعراق

### الحكومة المحلية في العراق
الحكومة العراقية

## تاريخ العراق
تاريخ العراق
- التسلسل الزمني لتاريخ العراق
- الأحداث الجارية في العراق
- التاريخ حسب السنة: 2001 • 2002 • 2003 • 2004 • 2005 • 2006 • 2007 • 2008 • 2009 • 2010 • 2011 • 2012 • 2013 • 2014 • 2015 • 2016 • 2017 • 2018 •
- التاريخ العسكري للعراق
  - العراق وأسلحة الدمار الشامل
  - حرب العراق
    - غزو العراق عام 2003
    - خسائر حرب العراق
    - التمرد العراقي
      - تاريخ التمرد العراقي

    - الأساس المنطقي لحرب العراق
    - الهجمات الإرهابية في حرب العراق
    - الجدول الزمني لحرب العراق
- العراق بعد الغزو، 2003 حتى الآن

## ثقافة العراق
ثقافة العراق
- عمارة العراق
- المطبخ العراقي
- المهرجانات في العراق
- لغات العراق
- الإعلام في العراق
- الرموز الوطنية للعراق
  - شعار النبالة للعراق
  - علم العراق
  - النشيد الوطني العراقي
- شعب العراق
  - الأقليات العرقية في العراق
- الدعارة في العراق
- العطلات الرسمية في العراق
- سجلات العراق
- الدين في العراق
  - المسيحية في العراق
  - الهندوسية في العراق
  - الإسلام في العراق
  - اليهودية في العراق
  - السيخية في العراق
- مواقع التراث العالمي في العراق

### الفن في العراق
- الفن في العراق
- سينما العراق
- أدب العراق
- موسيقى العراق
- التلفزيون في العراق
- المسرح في العراق

### الرياضة في العراق
الرياضة في العراق
- الرياضة الأكثر شعبية: كرة القدم
  - الاتحاد العراقي لكرة القدم
    - منتخب العراق لكرة القدم
    - الدوري العراقي الممتاز
    - قائمة ملاعب كرة القدم في العراق

## الاقتصاد والبنية التحتية في العراق
- الترتيب الاقتصادي، حسب الناتج المحلي الإجمالي الاسمي (2017) : المرتبة 54 (الرابعة والخمسون)
- الزراعة في العراق
- الخدمات المصرفية في العراق
  - البنك المركزي العراقي
- الاتصالات في العراق
  - الإنترنت في العراق
  - التلفزيون في العراق
- شركات العراق
- عملة العراق: الدينار
  - ISO 4217 : IQD
- الطاقة في العراق
  - سياسة الطاقة في العراق
  - صناعة النفط في العراق
- الرعاية الصحية في العراق
- التعدين في العراق
- سوق العراق للأوراق المالية
- السياحة في العراق
- النقل في العراق
  - المطارات في العراق
  - موانئ العراق
  - النقل بالسكك الحديدية في العراق
  - الطرق في العراق
- إمدادات المياه والصرف الصحي في العراق

## التعليم في العراق
التعليم في العراق

## الصحة في العراق
الصحة في العراق

## روابط خارجية
- موقع رئاسة الجمهورية العراقية http://www.iraqipresidency.net نسخة محفوظة 2 يوليو 2014 على موقع واي باك مشين.
- موقع الحكومة العراقية http://www.cabinet.iq
- موقع مجلس النواب العراقي http://www.parliament.iq
- وزارة الخارجية http://www.mofa.gov.iq
- وزارة الدفاع https://web.archive.org/web/20170918022601/http://iraqmod.org/
- وزارة النفط https://web.archive.org/web/20170802182657/http://www.oil.gov.iq/
- وزارة التجارة http://www.mot.gov.iq
- وزارة الصناعة https://web.archive.org/web/20181111035130/http://www.industry.gov.iq/
- وزارة التعليم العالي http://www.mohesr.gov.iq
- حكومة إقليم كردستان نسخة محفوظة 6 مايو 2016 على موقع واي باك مشين.
- الهيكل الحكومي العراقي الجديد (PDF) (حتى 17 يوليو/تموز 2006)

نظرة عامة
- موسوعة إنكارتا
- الباب – العراق
- وحدة المعلومات والتحليل المشتركة بين الوكالات في العراق تقارير وخرائط وتقييمات للعراق من وحدة المعلومات والتحليل المشتركة بين الوكالات التابعة للأمم المتحدة
- صفحة العراق في موسوعة بريتانيكا
- ملف بي بي سي الإخباري عن العراق
- كتاب حقائق العالم لوكالة المخابرات المركزية الأمريكية – العراق
- وزارة الخارجية الأمريكية - العراق تتضمن ملاحظات أساسية ودراسة للبلد وتقارير رئيسية
- اقرأ تقارير خدمة أبحاث الكونجرس (CRS) بشأن العراق
- ملف تعريفي عن العراق من رويترز أليرت نت
- موجز عن العراق من مجلة الإيكونوميست

أخبار
- التركيز على العراق نسخة محفوظة 26 نوفمبر 2007 على موقع واي باك مشين. أخبار يومية عن العراق
- اخبار العراق وآراء عراقية من العراق الإلكتروني
- أخبار متعمقة من فاينانشال تايمز
- Diplomacy Monitor-Iraq[usurped]
- وكالة انتر برس سيرفس للأنباء - أخبار مستقلة عن العراق
- العراقيون يتفاعلون بالفرح والغضب مع حكم الإعدام على حسين تقرير سي إن إن عن حكم الإعدام على حسين
- Hometown Baghdad

[usurped] مسلسل وثائقي من إنتاج فريق عراقي بالكامل. يروي قصص ثلاثة شبان يحاولون البقاء على قيد الحياة في بغداد.
آخر
- عملية أطفال العراق
- صورة العراق، مورد ثقافي عن مدن ومواقع العراق
- مشروع الحقيقة العراقية
- خوان كول، باحث ومفكر عام رائد
- مشروع الحقيقة على الأرض - سلسلة من المقابلات الحصرية والموارد الأخرى التي تلتقط أصوات العراقيين وعمال الإغاثة والعسكريين وغيرهم ممن قضوا وقتًا كبيرًا على الأرض في العراق.
- - ويكيميديا  من ويكي الرحلات
- مقالة ويكي بديلة عن العراق
- مبادرة صندوق الآثار العالمي للحفاظ على التراث الثقافي العراقي
- مركز التعليم من أجل السلام في العراق (EPIC) - منظمة غير ربحية مقرها واشنطن العاصمة تعمل على تعزيز عراق حر وآمن
- العراق: تعذيب ممنهج للسجناء السياسيين. منظمة العفو الدولية. 2001.
- النزوح الداخلي في العراق – مركز رصد النزوح الداخلي
- سلطة الائتلاف المؤقتة في العراق (CPA ) سلطة احتلال منحلة الآن؛ تم أرشفة الموقع
- قانون العراق نسخة محفوظة 14 ديسمبر 2013 على موقع واي باك مشين. من مشروع الحقوقي بجامعة بيتسبرغ
- 1900–2000 تاريخ العراق
- السفارة الأمريكية في بغداد، العراق
- دليل التعريف العراقي – (ملف PDF بحجم 546 كيلوبايت)
- دليل مختصر للعراق (دليل الجيش الأمريكي خلال الحرب العالمية الثانية)
- جمعية خيرية لمساعدة شعب العراق